# Карпенко Валерій Олегович
Валерій Олегович Карпенко (26.07.1997—21.09.2022) — молодший сержант Збройних Сил України, учасник російсько-української війни.

## Життєпис
Народився 26 липня 1997 року в місті Охтирка Сумської області.
З перших днів повномасштабного вторгнення РФ в Україну, Валерій захищав своє місто та свою країну у складі 91 ООПП. Був сапером, проходив навчання для підвищення фаха в Дніпропетровскій області, від 14 березня 2022 року став молодшим сержантом, командиром автомобільного відділення взводу забезпечення інженерно-саперного батальйону.
Захищав та відстоював спокій свого рідного міста Охтирка, розміновував м.Тростянець (Сумська обл.) та інші населенні пункти.
На його рахунку сотні вдалих знешкоджених мін, десятки розмінованих об'єктів
Під час служби постійно вдосконалював свої знання та навички, був прикладом для інших солдатів, за що його дуже любили і поважали побратими.
Брав участь у складних та небезпечних розмінуваннях Харківської області під час контрнаступу. Зберіг сотні житів знешкоджуючи та розміновуючи міста та села після деокупаціі Харківщини.
Валерій - це надзвичайно добра, розумна, сильна і безстрашна людина. Найкращий в світі брат та син , гарний друг і побратим, який ніколи нічого не боявся та не стояв за спинами у інших.У нього були великі плани на майбутнє, які він в свої 25 років не встиг втілити в життя. Не мав дружичини та дітей але мав велике сердце…
Військову службу проходив у 91 окремому Охтирському полку підтримки.
21.09.2022 під час виконання бойового завдання (розмінування місцевості) загинув внаслідок скидання невідомого вибухового пристрою з безпілотного літального апарату РФ в с.Великі Проходи Харківського району Харківської області.

## Нагороди та вшанування
- Орден «За мужність» II ступеня.[1]
- Орден «За мужність» III ступеня.[2]
- Почесний громадянин міста-героя Охтирки.[3]

1. ↑  УКАЗ ПРЕЗИДЕНТА УКРАЇНИ №805/2022 — Офіційне інтернет-представництво Президента України. Офіційне інтернет-представництво Президента України (ua) . Процитовано 27 лютого 2025.
2. ↑  УКАЗ ПРЕЗИДЕНТА УКРАЇНИ №134/2022 — Офіційне інтернет-представництво Президента України. Офіційне інтернет-представництво Президента України (ua) . Процитовано 27 лютого 2025.
3. ↑  Почесні громадяни Охтирки. Охтирка портал міста (укр.). Процитовано 27 лютого 2025.